# James Brown (attore)
James E. Brown (Desdemona, 22 marzo 1920 – Woodland Hills, 11 aprile 1992) è stato un attore statunitense.
Nato in una cittadina di frontiera del Texas, è stato attivo fra gli anni quaranta e gli ottanta sia in cinema che in televisione. È ricordato soprattutto per aver interpretato dal 1954 al 1959 il ruolo del tenente Ripley "Rip" Masters nella serie televisiva Le avventure di Rin Tin Tin.

## Biografia
I suoi genitori si stabilirono nella cittadina texana di Desdemona nel periodo in cui la località conobbe il massimo splendore per il ritrovamento di un giacimento petrolifero. Il padre, Floyd, faceva il carpentiere e collaborò alla realizzazione dell'ufficio postale e della locale chiesa battista. Il giovane James crebbe dal 1924 nella città di Waco, della quale i genitori erano originari. Qui frequentò le scuole elementari e le superiori per recarsi poi a studiare alla Baylor University.
Dopo un timido approccio all'attività professionistica come tennista, fu attratto dalla recitazione, che lo portò presto a calcare i set degli studios di Hollywood. Sul grande schermo interpretò diversi ruoli, oltre che nei western, anche in film a contenuto bellico. Per la televisione, Brown recitò in episodi di diverse serie, fra cui quella western di Bonanza e quella poliziesca de La signora in giallo, ma anche in serial d'azione come Starsky & Hutch e CHiPs. 
Morì a 72 anni per un cancro del polmone.

## Filmografia parziale

### Cinema
- L'isola della gloria (Wake Island), regia di John Farrow (1942)
- Presi tra le fiamme (The Forest Rangers), regia di George Marshall (1942)
- Arcipelago in fiamme (Air Force), regia di Howard Hawks (1943)
- Quando eravamo giovani (Young and Willing), regia di Edward H. Griffith (1943)
- The Good Fellows, regia di Jo Graham (1943)
- Corvetta K-225 (Corvette K-225 - The Nelson Touch), regia di Richard Rosson e, non accreditato, Howard Hawks (1943)
- La mia via (Going My Way), regia di Leo McCarey (1944)
- Reward Unlimited, regia di Jacques Tourneur (1944)
- Our Hearts Were Young and Gay, regia di Lewis Allen (1944)
- Obiettivo Burma! (Objective, Burma!), regia di Raoul Walsh (1945)
- Our Hearts Were Growing Up, regia di William D. Russell (1946)
- The Big Fix, regia di James Flood (1947)
- Texas selvaggio (The Fabulous Texan), regia di Edward Ludwig (1947)
- L'eroica legione (The Gallant Legion), regia di Joseph Kane (1948)
- I fratelli di Jess il bandito (The Younger Brothers), regia di Edwin L. Marin (1949)
- Anna Lucasta, regia di Irving Rapper (1949)
- Il grande agguato (Brimstone), regia di Joseph Kane (1949)
- Yes Sir That's My Baby, regia di George Sherman (1949)
- Iwo Jima, deserto di fuoco (Sands of Iwo Jima), regia di Allan Dwan (1949)
- Più forte dell'odio (Montana), regia di Ray Enright (1950)
- Assalto al cielo (Chain Lightning), regia di Stuart Heisler (1950)
- Tra mezzanotte e l'alba (Between Midnight and Dawn), regia di Gordon Douglas (1950)
- Lo spaccone vagabondo (The Fireball), regia di Tay Garnett (1950)
- Missing Women, regia di Philip Ford (1951)
- La sposa illegittima (The Groom Wore Spurs), regia di Richard Whorf (1951)
- Father Takes the Air, regia di Frank McDonald (1951)
- I pirati di Barracuda (The Sea Hornet), regia di Joseph Kane (1951)
- Nagasaki (The Wild Blue Yonder), regia di Allan Dwan (1951)
- Starlift, regia di Roy Del Ruth (1951)
- The Pride of St. Louis, regia di Harmon Jones (1952)
- La maschera di fango (Springfield Rifle), regia di André De Toth (1952)
- Crazylegs, regia di Francis D. Lyon (1953)
- La meticcia di Sacramento (The Man Behind the Gun), regia di Felix E. Feist (1953)
- La donna che volevano linciare (Woman They Almost Lynched), regia di Allan Dwan (1953)
- L'indiana bianca (The Charge at Feather River), regia di Gordon Douglas (1953)
- Il mare dei vascelli perduti (Sea of Lost Ships), regia di Allan Dwan (1953)
- Per la vecchia bandiera (Thunder Over the Plains), regia di André De Toth (1953)
- Operazione Corea (Flight Nurse), regia di Allan Dwan (1953)
- The Runaway Bus, regia di Val Guest (1954)
- È nata una stella (A Star Is Born), regia di George Cukor (1954)
- The Challenge of Rin Tin Tin, regia di Robert G. Walker (1958)
- 12 uomini da uccidere (Inside the Mafia), regia di Edward L. Cahn (1959)
- Cinque pistole (Five Guns to Tombstone), regia di Edward L. Cahn (1960)
- The Police Dog Story, regia di Edward L. Cahn (1961)
- Pistole fiammeggianti (Gun Fight), regia di Edward L. Cahn (1961)
- Irma la dolce (Irma la douce), regia di Billy Wilder (1963)
- Cerimonia infernale (The Ceremony), regia di Laurence Harvey (1963)
- Lo sperone nero (Black Spurs), regia di R.G. Springsteen (1965)
- La città senza legge (Town Tamer), regia di Lesley Selander (1965)
- Space Probe Taurus, regia di Leonard Katzman (1965)
- Bersagli (Targets), regia di Peter Bogdanovich (1968)
- W.H.I.F.F.S. - La guerra esilarante del soldato Frapper (Whiffs), regia di Ted Post (1975)
- Il cobra nero (Mean Johnny Barrows), regia di Fred Williamson (1976)
- Adiós Amigo, regia di Fred Williamson (1976)
- Sì, sì... per ora (I Will, I Will... for Now), regia di Norman Panama (1976)
- Uno strano campione di football (Gus), regia di Vincent McEveety (1976)

### Televisione
- The Doctor – serie TV, episodio 1x10 (1952)
- Sky King (episodio The Man Who Forgot, 1952) - serie TV
- Il cavaliere solitario (The Lone Ranger) (episodio Desperado at Large, 1952) - serie TV
- Adventures of Superman (episodio Around the World with Superman, 1954) - serie TV
- Schlitz Playhouse of Stars (episodio Delay at Fort Bess, 1954) - serie TV
- Le avventure di Rin Tin Tin (The Adventures of Rin Tin Tin) (1954-1959) - serie TV
- Disneyland (episodi: Moochie of the Little League: A Diamond Is a Boy's Best Friend e Moochie of the Little League: Wrong Way Moochie, 1959) - serie TV
- Laramie (episodio Strange Company, 1960) - serie TV
- Route 66 (8 episodi, 1960-1964) - serie TV
- Il virginiano (The Virginian) (episodi West, The Brazos Kid, Linda, 1962-1966) - serie TV
- Gunsmoke (episodio Quint's Indian, 1963) - serie TV
- L'ora di Hitchcock (The Alfred Hitchcock Hour, episodio Water's Edge, 1964) - serie TV
- Daniel Boone (episodio Not in Our Stars, 1964) - serie TV
- Honey West (episodio Come to Me, My Litigation Baby, 1966) - serie TV
- The Rounders (episodio It Takes Only One to Suffer, 1966) - serie TV
- F.B.I. (The F.B.I.) (episodio The Maze, 1969) - serie TV
- Bonanza (episodio The Gold-Plated Rifle, 1971) - serie TV
- Bearcats! (episodio Powderkeg, 1971) - serie TV
- Barbary Coast (episodio An Iron-Clad Plan, 1975) - serie TV
- Starsky & Hutch (episodio Bloodbath, 1977) - serie TV
- Sparrow, regia di John Berry (1978) - film TV
- Dallas (nove episodi 1978-1989) - serial TV
- Miracle on Ice, regia di Steven Hilliard Stern (1981) - film TV
- CHiPs (episodio In the Best of Families, 1982) - serie TV
- La signora in giallo (Murder, She Wrote) - serie TV, episodio 4x15 (1988)

## Doppiatori italiani
Nelle versioni in italiano delle opere in cui ha recitato, James Brown è stato doppiato da:
- Stefano Sibaldi in Arcipelago in fiamme
- Bruno Persa in Iwo Jima, deserto di fuoco
- Pino Locchi in Cinque pistole
- Sergio Graziani in Irma la dolce
- Corrado Mantoni in Rin Tin Tin (1ª edizione)
- Giorgio Favretto in Rin Tin Tin (2ª edizione)
- Elio Zamuto in Rin Tin Tin (3ª edizione)